# Кубок датской лиги по футболу
Кубок датской лиги (дат. Liga Cuppen) — соревнование, проводимое среди датских клубов по футболу. Другое название турнира «Кубок лиги Tele2» было дано по названию спонсора турнира шведской телекоммуникационной компании «Tele2 AB». Турнир проводился в 2005 и в 2006 годах, а затем был отменен.

## Регламент турнира
В турнире участвует три команды. Клубы играют между собой в один день три игры. Каждая игра состоит из одного тайма по 45 минут. Победитель определяется по наибольшему количеству очков.

## Результаты турнира
| Год  | Победитель | 2-место    | 3-место     | Место проведения |
| 2006 | Брондбю    | Копенгаген | Виборг      | Фарум Парк       |
| 2005 | Брондбю    | Копенгаген | Мидтьюлланн | Брондбю          |

### Всего титулов
| Titles | Team    |
| ------ | ------- |
| 2      | Брондбю |